# 賀茂神社 (うきは市)

神紋（二葉葵紋）

賀茂神社（かもじんじゃ）は、福岡県うきは市浮羽町山北にある神社。

## 概要
摂社の三次神社と日吉神社と共に京都の上賀茂神社、下鴨神社を祀った。 

## 縁起
当社の行直大宮司が慶安4年（1651年）に誌した旧記には、
「賀茂大神は最初にこの地に天降り鎮座され、神武天皇が日向から大和へ御東遷のみぎり、宇佐から山北へ来られ賀茂大神は八咫烏（やたがらす）となって御東幸を助け奉られたので、今も神武天皇と賀茂大神を奉祀する」
と述べている。
境内では縄文土器、石器、群集石棺群などが出土している事から鑑みこの旧記が有る真実を伝えているものと考えられる。
賀茂神社社家の初代は、武内宿禰（たけうちのすくね）（孝元天皇の曾孫）19世　波多臣広庭（はたのおみひろにわ）の後裔、波多次郎救家の嫡男 久家和州　としている。（熊懐氏参照）

## 祭神
- 神日本磐余彦尊（かむやまといわれびこのみこと）（神武天皇）
- 賀茂下上大神（賀茂建角身命（かもたけつのみのみこと）、玉依姫命（たまよりひめのみこと）、賀茂別雷命（かもわけいかづちのみこと））
- 懐良親王
- 赤松宮　文化元年　相殿として　藩祖赤松宮を祀る

## 歴史
浮羽の地は最も古くから文献に度々登場しその場所が特定できる特異な地である。
的邑（いくはのむら）、以久波、宇枳波、生葉、浮羽と色々な漢字で出てくるが全てこの地である。
正平元年（1346年）に後醍醐天皇の遺詔に従い郡司日田出羽守大蔵永敏目代山北四郎大蔵永高が奉行し、熊懐平右馬太夫波多宿祢行景（くまだきひょうまだゆうはたのすくねゆきかげ）が斎主となり、山城国愛宕郡賀茂下上大神（上賀茂神社、下鴨神社）を奉遷した。行景が初代大宮司となった。
正平16年（1361年）、征西将軍懐良親王（1329年 - 1383年）が九州を兵乱や戦禍から守るため、竹林因三位中将を奉勅使に立てられて賀茂神社に紳鏡幣帛を奉って、山城国の賀茂祭の格式によって祭祀を斎行せしめられて天下泰平を祈られた。
この祭りは代々受け継がれて今日の「おくんち」として伝わっている。
天正7年（1579年）大友宗麟は柴田長門守嶺能に命じ耶蘇教徒数千人を率いて近隣の神社仏閣の消失させ、当社摂社ともに焼失した。　兵火の後賀茂・日吉・三次三社の仮殿を造営。 25の末社を賀茂神社に合祀。
慶安4年（1651年）賀茂神社神殿と拝殿を再建。
寛文元年（1661年）境内に観音寺建立。明治に入り神仏分離令により清水寺（せいすいじ）に移される。

## 境内末社
- 天満神社　菅原道真公

延宝8年（1680年）矢隈に勧請　明治三年境内に奉遷　例祭1月11日
- 五穀神社　保食神　稲次因幡正誠命

明和（1766年）3年　稲次因幡正誠を祀る　例祭12月1日
- 琴平神社　崇徳天皇

寛政7年（1795年）讃岐国より勧請　戦後境内に奉遷　例祭4月第一日曜日
- 猿田彦神社　猿田彦命

享保年間　熊懐和泉守が勧請　例祭10月1日
- 秋葉神社　迦具土神

寛政2年（1790年）勧請　例祭9月15日万年願角力奉納
- 稲荷神社　保食神

寛政6年（1794年）勧請　宮園名鎮守　例祭　10月20日　熊懐先祖祭りと同日に奉仕　
- 護国神社　氏子出身戦没者の霊。南朝忠臣の霊

山春招魂社を戦後境内に奉遷
- 春日神社（隣社日吉神社境内）　天児屋根命

寛政8年（1796年）再興　清水寺の鎮守社であったが明治三年当社に奉遷　例祭11月22日
- 火魂神社（日吉神社境内）　　奥津姫神

寛政6年（1794年）勧請
- 宮地岳神社（日吉神社境内）　神功皇后、勝村大神、勝頼大神

河北家奉祀を大正末年日吉神社境内に奉遷
- 高皇産霊社（たかみむすび）　不詳　　高皇産霊尊（たかみむすびのみこと）?

すこぶる古い　自然石を二つ重ねて御神体とする。

## 摂社

### 日吉神社（山王神社）
建久7年（1196年）9月　宮司家初代波多久家和州が日吉神社を近江国坂本の日吉大社から勧請した。　宮の前古墳の墳丘上に建てられている。　裏手には賀茂神社古墳群がある。

### 三次神社（元宮様）
人皇第12代景行天皇18年西国を巡狩された時、この山北の地で霊畤（まつりノにわ）を立てられ、楯と矛を奉られて天神地祈を祭り熊襲の静謐（せいひつ）を祈られ、後に日本武尊、仲哀天皇も、神祈を祭られた事が起源となった。
景行天皇28年水沼県主（みぬまのあがたぬし）に勅して「ここに磐境（いわさか）を作り神籬（ひもろぎ）を起こし立てて神祈を鎮祭せしめられた」
由来
1. 境内にあって雨乞いに霊験著しい「三次石」から起こった。
2. 景行天皇（けいこうてんのう）、日本武尊（やまとたけるのみこと）、仲哀天皇（ちゅうあいてんのう）の御三方が次々に神祈を祭られたので三次神社と称す。
3. 景行天皇がこの社にお泊りになったので初め御次神社と申したのが三次神社と変わった。